# فلای‌پیپر (فیلم ۱۹۹۸)
فلای‌پیپر (انگلیسی: Flypaper) فیلمی بلند در سبک جنایی است که در سال ۱۹۹۸ منتشر شد. از بازیگران آن می‌توان به رابرت لوگیا، سعدی فراست، تالیسا سوتو و لوسی لیو اشاره کرد.